# Nguyễn Đôn
Nguyễn Đôn (1918 – 2016), tên thật là Nguyễn Khâm, là một tướng lĩnh, quân hàm Trung tướng Quân đội nhân dân Việt Nam, nguyên Thứ trưởng Bộ Quốc phòng, Tư lệnh đầu tiên Quân khu 4, Bí thư Đảng ủy kiêm Chính ủy và Tư lệnh Quân khu 5, nguyên Chính trị viên đội du kích Ba Tơ.

## Thân thế
Nguyễn Đôn sinh ra và lớn lên trong một gia đình giàu truyền thống cách mạng, thuộc xã Tịnh Bình, huyện Sơn Tịnh, tỉnh Quảng Ngãi.

## Sự nghiệp
Ông tham gia Cách mạng từ năm 18 tuổi, tháng 8/1938, được kết nạp vào Đảng Cộng sản Đông Dương và hoạt động trong nhóm Đông Dương Cộng sản liên đoàn, rồi được bầu Bí thư chi bộ tại địa phương.
Cuối năm 1939 ông bị thực dân Pháp bắt giam và kết án 2 năm tù khổ sai, hết hạn tù ông bị đưa đi an trí ở Ba Tơ, tham gia tổ chức Ủy ban Cứu quốc Quảng Ngãi và thành lập Tỉnh ủy lâm thời tỉnh Quảng Ngãi.
- Tháng 3/1945, ông tham gia lãnh đạo Khởi nghĩa Ba Tơ, thành lập chính quyền cách mạng và tổ chức chỉ huy, lãnh đạo Đội Du kích Ba Tơ với chức vụ Chính ủy. Đồng thời tham gia công tác in tài liệu cho Đảng bằng cách qua mắt địch, sắm chiếc thuyền con trên sông Liên, tự mày mò in hàng trăm trang tài liệu tuyên truyền cách mạng. Ông từng lặn lội lên núi Cao Muôn cắt máu ăn thề với già làng người dân tộc thiểu số, thuyết phục đồng bào nơi đây ủng hộ Việt Minh, xây dựng Ba Tơ thành khu căn cứ của đội du kích và là phên dậu vững vàng phía tây Quảng Ngãi.
- Tháng 8/1945: Ủy viên Thường vụ Tỉnh ủy, tham gia lãnh đạo tổng khởi nghĩa giành chính quyền tỉnh Quảng Ngãi;
- Tháng 9/1945: Ủy viên Thường vụ, Phó Chỉ huy Ban Quân chính Nam phần Trung bộ, lãnh đạo kháng chiến chống Pháp ở bảy tỉnh từ Phú Yên đến Bình Thuận;
- 1946 - 1948: Chính trị viên Chi đội 2 Quảng Ngãi; Chính trị viên Trung đoàn 94 và 68; Trưởng phòng Tổ chức và Kiểm tra Khu 5, kiêm Chính trị viên Ban Quân giới Khu 5; tham mưu trưởng Liên khu V (1949 - 1954).
- 1950: Chính ủy Trung đoàn 210 (sau là Trung đoàn 108), tham gia chỉ huy Mặt trận Quảng Nam; Chính ủy kiêm Chỉ huy trưởng Mặt trận Nam Tây Nguyên;
- 1951 - 1954: Tham mưu trưởng, Phó Tư lệnh Liên khu 5, tham gia chỉ huy chiến dịch An Khê (1953), chiến dịch chống cuộc hành quân Atlăng (1-3/1954);
- Năm 1954: Sư đoàn trưởng kiêm Chính ủy Sư đoàn 324 đến 1956.
- Năm 1955 - 1960: Tư lệnh Quân khu 4;
- Năm 1960 - 1976: Ủy viên dự khuyết Ban Chấp hành Trung ương Đảng Cộng sản Việt Nam khóa III
- Năm 1961 - 1967: Bí thư Liên khu 5, Tư lệnh Quân khu 5;
- Năm 1968 - 1972: Thứ trưởng Bộ Quốc phòng, Ủy viên Quân ủy Trung ương, kiêm Chủ nhiệm Ủy ban Thanh tra Quân đội (1971);
- Năm 1971 - 1975: Đại biểu Quốc hội khóa IV
- 1973 - 1977: Trưởng ban công tác miền Tây (CP-38);
- 1978 - 1982: Phó Chủ nhiệm Ủy ban Thanh tra Chính phủ;
- Năm 1992 - 1997: Đại biểu Quốc hội khóa IX
Khi về hưu, ông được bầu làm Phó Chủ tịch Hội Cựu Chiến binh Việt Nam (1992 - 1997).
Năm 2016 ông từ trần tại nhà riêng, thành phố Đà Nẵng, hưởng thọ 98 tuổi.

## Vinh danh
- Huân chương Hồ Chí Minh
- Hai Huân chương Quân công hạng Nhất;
- Huân chương Kháng chiến hạng Nhất;
- Huân chương Chiến thắng hạng Nhất
- Cùng nhiều Huân, Huy chương và phần thưởng cao quý khác.[13]
- Năm 2012, ông được trao tặng danh hiệu Anh hùng lực lượng vũ trang nhân dân[14].

## Tác phẩm
- Bình minh Ba Tơ (hồi ký)